# Mladen Bosić

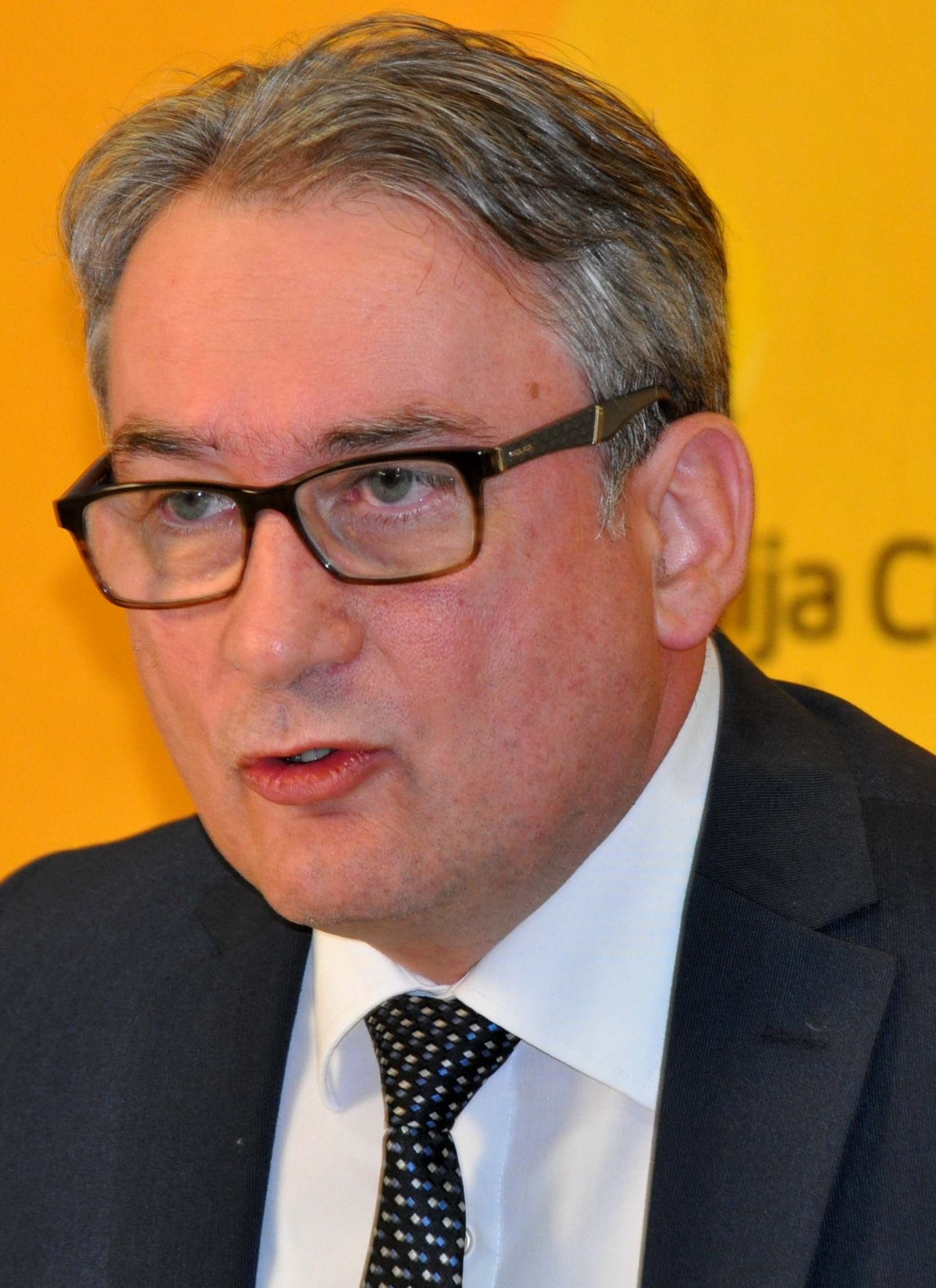
Mladen Bosić

Mladen Bosić (* 24. Mai 1961 in Brčko) ist ein bosnisch-herzegowinischer Politiker der Srpska Demokratska Stranka.

## Leben
Von 2001 bis 2004 war Bosić Botschafter von Bosnien und Herzegowina in Slowenien. Vom 15. Dezember 2006 bis 2016 war er als Nachfolger von Dragan Čavić Parteivorsitzender der politischen Partei Srpska Demokratska Stranka. Ihm folgte als Parteivorsitzender Vukota Govedarica.